# Vzhodna Anatolija, Turčija
Vzhodna Anatolija je pokrajina v Turčiji, ki se nahaja na skrajnem vzhodu te države.

## Province
- Ağrı (provinca)
- Ardahan (provinca)
- Bingöl (provinca)
- Bitlis (provinca)
- Elazığ (provinca)
- Erzincan (provinca)
- Erzurum (provinca)
- Hakkâri (provinca)
- Iğdır (provinca)
- Kars (provinca)
- Malatya (provinca)
- Muş (provinca)
- Tunceli (provinca)
- Van (provinca)